# FMJAM
FMJAM (stilisiert: fmjam oder FM JAM) ist ein bosnisch-herzegowinischer Musikverlag aus Tuzla.
FMJAM wurde im Jahr 1999 von Emir Alagić (DJ Soul) und Erol Tahirović, ursprünglich als Radiosendung gegründet. Dieser war auf die Verbreitung der Hip-Hop Subkultur in Bosnien und Herzegowina fokussiert. Für das Logo und das erste Design der Webpräsenz war Mirza Čehajić verantwortlich.

## Geschichte

### Entstehung 1999–2000
FMJAM entstand am 13. Dezember 1999 als Radiosendung auf dem Tuzlaner Radiosender Radio Kameleon. Die Moderatoren der Sendung waren Emir Alagić (DJ Soul) und Erol Tahirović. In den Sendungen wurde die Hip-Hop-Musik sowie Subkultur vorgestellt, wodurch es auch zu Erstkontakten mit lokalen Künstlern kam. Der Gruppe schlossen sich viele andere Künstler an, darunter die „AOG“-Graffiti-Crew, die Dirty Angelz-Rap-Gruppe, sowie die Breakdance-Crew und die Band Defence. Im Jahr 2000 entstanden die ersten Demoaufnahmen von Edo Maajka, Frenkie, Dirty Angelz und Hamza. Noch im selben Jahr gründeten Edo Maajka und DJ Soul die Hip-Hop-Gruppe Disciplinska Komisija. In dieser Zeit organisierte FMJAM schon die ersten Auftritte und Konzerte.

### 2000–2001
Die ersten Hip-Hop-Unterhaltungsprogramme sowie Veranstaltungen von FMJAM, wurden Anfang 2000 in den verschiedensten Tuzlaner Diskotheken und Nachtclubs organisiert. Durch die Erweiterung der Reichweite des Radiosenders Kameleon, entstanden Kontakte mit Hip-Hop Künstlern aus ganz Bosnien und Herzegowina. Durch das Internetportal fmjam.com kam es zu einer weiteren Popularisierung der bosnisch-herzegowinischen Hip-Hop-Subkultur in Bosnien und Herzegowina, im ehemaligen Jugoslawien und bei der bosnischen Diaspora. Erol Tahirović startete einen Zweig in der Radiosendung, bei dem mehrere Hip-Hop-Künstler die Gelegenheit bekamen, sich über die Radiosendung und/oder das Webportal vorzustellen, um dadurch ihre Reichweite zu erhöhen. Dies führte zu einer ersten größeren Zusammenarbeit zwischen mehreren Künstlern, wodurch eine organisierte und vereinigte Hip-Hop-Szene in Bosnien und Herzegowina entstand.

### 2001–2008
In den folgenden Jahren, fingen die Künstler von FMJAM an, Soloalben zu veröffentlichen. Im Jahr 2002 veröffentlichte der kroatische Musikverlag Menart, das erste Album von Edo Maajka. In den folgenden Jahren, wurde die Zusammenarbeit zwischen Edo Maajka, Frenkie und Defence immer stärker. 2001 kam es neben den Arbeiten an den verschiedensten Alben zu zahlreichen Nebenaktivitäten. FMJAM organisierte in Tuzla das Hip-Hop-Festival Unity. Bei diesem versammelten sich Künstler aus Bosnien-Herzegowina und aus der Region. Das Festival fand jährlich bis 2010 statt.
FMJAM-Künstler erhielten zahlreiche Auszeichnungen und wurden auf Manifestationen für Musikpreise nominiert. Darunter für: den Porin, Davorin, die MTV Europe Music Awards, Zlatna Koogla und Crni Mačak. 2003 spielte Edo Maajka den Protagonisten in dem Dokumentarfilm Trajno nastanjeni stranac, und 2007 im Film Sevdah o rodama.
2003 veröffentlichte Edo Maajka das Titellied für den Film Golden Valley Sarajewo. Im selben Jahr nahm FMJAM an der Produktion der ersten bosnisch-herzegowinischen Rap-Oper Prosjačka Opera teil. Frenkie veröffentlichte im Jahr 2005 das Album Odličan CD. Dieses wurde mit dem Musikpreis Davorin ausgezeichnet. Das Lied Soundtrack wurde sogar im Hollywoodfilm Der unglaubliche Hulk veröffentlicht. Die FMJAM-Künstler wurden zur Filmpremiere am Sarajevo Film Festival eingeladen.
Im Jahr 2006, veröffentlichte Frenkie das Album DOSTA!. „DOSTA!“  heißt auf Deutsch „GENUG!“. Das ist zugleich der Name einer Jugendbewegung die in Bosnien und Herzegowina tätig ist, zu welcher Frenkie gehört und für diese er mit dem Album geworben hat. Das Ziel der Bewegung ist es, für Menschenrechte zu kämpfen, gegen Nationalismus und nationalistische Parteien vorzugehen und für eine bessere und sichere Zukunft in Bosnien und Herzegowina zu kämpfen. Das Album wurde nur in Bosnien und Herzegowina veröffentlicht, und alle Einnahmen wurden der Jugendbewegung gespendet.
Die Band Defence, der Edo Maajka im Jahr 2006 beigetreten ist, veröffentlichte das erste bosnisch-herzegowinische Reggaealbum Baga Music. Im selben Jahr gründeten Moonjah und DJ Soul das DJ-Duo Baga Sound.

### 2008–2014
Die Radiosendung FMJAM wird auf Radio Kameleon abgesetzt und übersiedelt auf den staatlichen Radiosender BH Radio 1. Ende 2012 beendete DJ Soul die Radiosendung endgültig, damit er sich mehr mit der Vermarktung von Interpretern beschäftigen kann. Neben der ganzen Konzerttätigkeiten, veröffentlichte der Rapper Edo Maajka folgende Alben: Balkansko a naše (2008), Spomen ploča (2010), Štrajk mozga (2012).
Frenkie veröffentlichte sein EP Pokreni se im Jahr 2008. Darauf folgten noch drei weitere Alben in den kommenden Jahren. Diese waren: Protuotrov (2009), Featuring mixtape (2010), Troyanac (2012). Ebenfalls repräsentierte er Bosnien und Herzegowina auf dem internationalen Album Diversidad: The Experience (2011). Mit der Veröffentlichung des Albums Protuotrov im Jahr 2009, wurde auch der Dokumentarfilm Who The Fuck Is Frenkie herausgegeben. Im selben Jahr arbeitete Frenkie für die Musikaufführung Mortal Kombajn unter der Regie von Dino Mustafić. 2013 wurde er für den Best MTV Adria Act nominiert.
Der Dokumentarfilm Pismo (2013) der Regisseurin Ada Sokolović wurde von Frenkies Lied Pismo Milanu inspiriert. 2013 wurde Edo Maajka für den kroatischen Musikpreis Porin nominiert.

### Seit 2014
Anfang 2014 traten Indigo, DJ und Produzent aus Tuzla, der Rapper Kontra aus Sarajevo und die Rapperin Sassja aus Tuzla, der FMJAM bei. Zlatan Hajlovac – Kontra veröffentlichte sein Soloalbum Igra Riječi im Jahr 2014, während Sassja einen Vertrag bei dem kroatischen Musiklabel Menart unterzeichnete und ihr erstes Album Taktički Praktično im Jahr 2015 veröffentlichte. Frenkie veröffentlichte sein Album DNA (2014). Dieses wurde ausschließlich als Schallplatte verkauft. Das Album wurde später als kostenloser Download auf der Website von Red Bull veröffentlicht. Frenkie, DJ Soul und Red Bull, veranstalteten gegen Ende 2014 die Veranstaltung Red Bull Soundclash in Zenica.
2015 veröffentlichte Frenkie eine Kompilation die den Namen Re-experience trägt. Auf dieser befinden sich Hits wie unter anderem Izgubljeni snovi, aber auch zwei neue Lieder. Im selben Jahr erschienen auch zwei Dokumentation. Diese sind Stani Na Put und Soul Train.
2016 erschien Putanja, das erste gemeinsame Album von Frenkie, Kontra und Indigo. Dieses wurde in Berlin aufgenommen und von Universal Music veröffentlicht.

## Ausgaben
| Interpret  | Alben                                                                                  |
| ---------- | -------------------------------------------------------------------------------------- |
| Edo Maajka | Slušaj Mater, No Sikiriki, Stigo Ćumur, Balkansko A Naše, Spomen Ploča, Strajk Mozga   |
| Frenkie    | Odličan CD, Dosta, Povratak Cigana, Protuotrov, Troyanac, Reexperience, Putanja, Egzil |
| Hza        | Opušten ko Lexaurin                                                                    |
| Defence    | Baga Music                                                                             |
| Kontra     | Pogled u Prazno, Igra Riječi, Putanja, Egzil                                           |
| Sassja     | Taktički Praktično, No problemo                                                        |

## Interpreten
FMJAM kooperiert mit zahlreichen Künstlern, darunter sind:
- Edo Maajka
- Frenkie
- Kontra
- Sassja
- Hza
- DJ Soul
- Defence
- Baga Sound